# Peñaflor de Gállego

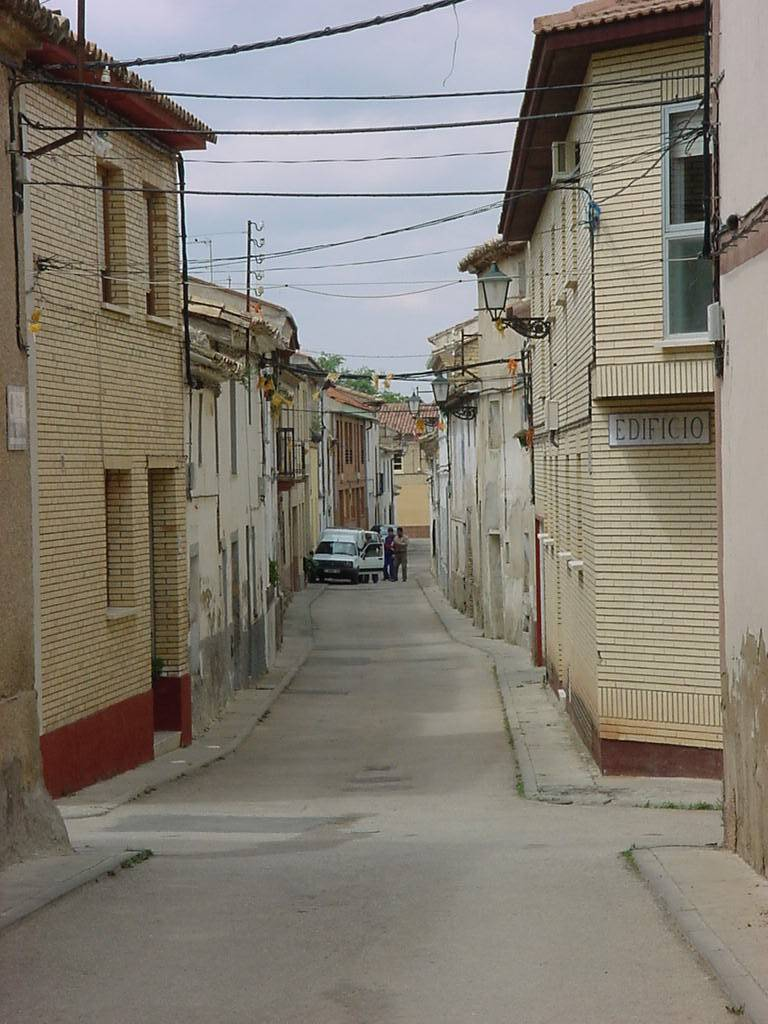
Calle de la localidad.

Peñaflor de Gállego, oficialmente Peñaflor, es un barrio de la ciudad de Zaragoza. En 2020 contaba con una población de 1247 habitantes.

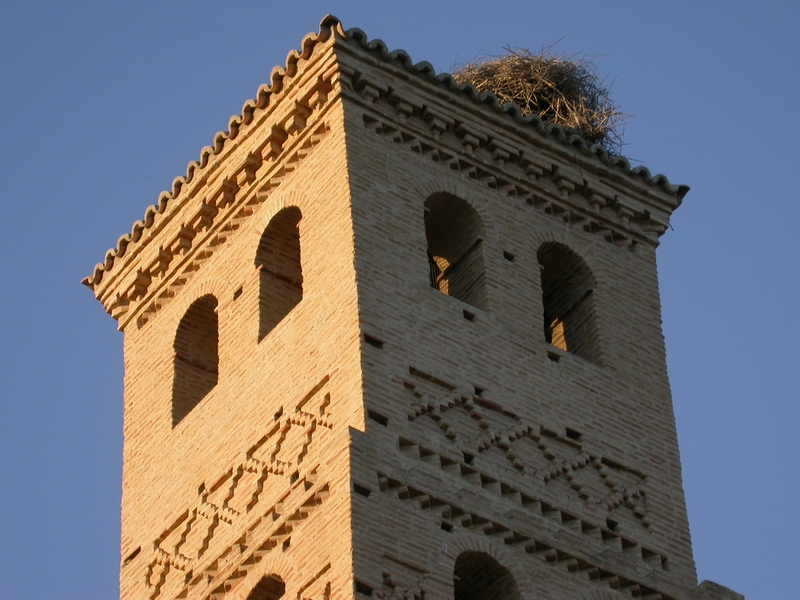
Torre de la iglesia mudéjar de Nuestra Señora del Coro de los Ángeles. Apréciese un nido de Cigüeña blanca.

Como barrio rural zaragozano, está regido por una Junta Vecinal. Está a una altitud de 244 m s. n. m. y dista 15 km del centro de la ciudad. Está incluido en la Zona Rural Norte del municipio.
Ubicado junto al río Gállego, posee una interesante muestra del mudéjar aragonés, patente en la torre de su iglesia. En la parte alta del núcleo del pueblo comienza un espacio denominado el Vedado de Peñaflor, que junto con los bosques de ribera del río Gállego, crean un enclave de gran interés natural y ecológico.

## Historia
(Datos extraídos de "Historia de Aragón (Pueblos y Despoblados)" de A. Ubieto Arteta y de Peñaflor un barrio poco conocido)
No se conoce exactamente el origen histórico de Peñaflor, pero sí se sabe que por Peñaflor discurría la calzada romana que unía Caesaraugusta con Ilerda (Lérida), a través de Osca (Huesca). Por otro lado, también pasaba la calzada que unía Caesaraugusta con los Pirineos y ambas calzadas compartían el tramo desde Caesaraugusta hasta San Mateo de Gállego. 
Uno de los hechos mejor documentados es que en 1263 fue fundada la sociedad de la acequia de Camarera por un camarero del Rey, para regar, en principio, las tierras de San Mateo, Zuera y Peñaflor con las aguas del río Gállego. 
Se sabe que Peñaflor en 1280 era arciprestazgo de Zaragoza y que a lo largo de la historia pasó por diferentes situaciones administrativas: 
- SOBRECULLIDA de Zaragoza, en 1488 (hasta 1495).

- BARRIO de Zaragoza, en 1609.
- VEREDA de Zaragoza, 1646.
- CORREGIMIENTO de Zaragoza en 1711 (hasta 1833).
- VILLA, en 1785 (propiedad de la tierra: de realengo)
- AYUNTAMIENTO del partido judicial de Zaragoza en 1834.
- BARRIO de Zaragoza, en 1897 (hasta la actualidad).

Algunos de los primeros pobladores de Peñaflor, parece claro, que eran gentes de Zaragoza, ya que estas tierras pertenecían a estos.  Es probable que algunas de estas tierras tuvieran otros propietarios con el tiempo.  Además, algunos de los apellidos más antiguos provienen de Tauste, como Millán, apellido aragonés que tiene su origen en Jaca.
Peñaflor, al igual que San Mateo, ha sido zona de trashumancia y pastoreo desde tiempos antiguos, lo que producía un gran intercambio cultural. Como consecuencia de esto, a lo largo de los siglos XVI y XVII hubo un asentamiento de estas gentes del Pirineo repoblando Peñaflor. Estos pastores quedaban como los "francos", o habitantes de la frontera pirenáica, los cuales estaban libres de impuestos, ya que muchos de ellos eran de origen francés. Por ello, algunos de los apellidos de Peñaflor son de origen franco o bascón, como Espiau o Monforte.  Lo mismo ocurre en San Mateo con el apellido Gaudó.
Por otro lado, el libro más antiguo encontrado en Peñaflor, data de 1595 y pertenece a los archivos de la Iglesia de Peñaflor. En este libro, la primera persona registrada se llama María Castan. A este mismo archivo también pertenece un libro escrito durante el siglo XIX por un sobrino del célebre Mosén Bea (Cura Bea) que está enterrado a los pies de la torre de la iglesia. En este libro se recoge la genealogía de los habitantes de Peñaflor desde 1647 hasta 1879 y ordena los apellidos que existían y habían existido en Peñaflor. Algunos de los apellidos que constan en este libro son:
Castan, Corral, Del Campo, Escota, Espiau, Gracia, Lacosta, Larrea, Latas, Lope, López, Marcén, Martín, Millán, Molina, Monforte, Naval, Ortiz, Pallarés, Pérez, Ramírez, Roda, Solán, Taratiel, Vicente y Zanuy. Algunos pertenecen a poblaciones osceneses y otros a situaciones de bautismos y conversiones.
Mención aparte merece la existencia de apellidos de origen laboral como "Fustero", muy común el valle medio del Ebro. Véase las obras de carpintería realizadas por carpinteros de la localidad para Benedicto XIII, ejemplo de lo cual es el atril del Evangelio de la La Seo de San Salvador de Zaragoza.

## Geografía humana

### Demografía
| Gráfica de evolución demográfica de Peñaflor entre 1842 y 1887 |
| |
| Población de derecho según los censos de población del INE Población de hecho según los censos de población del INEEntre el censo de 1897 y el anterior, este municipio desaparece porque se integra en el municipio 50297 (Zaragoza) |

(Datos extraídos de "Diccionario Geográfico, Histórico y Estadístico de España", de Pascual Madoz y de "Datos demográficos del Padrón Municipal de Zaragoza")
| Evolución demográfica de Peñaflor (1488 - 1806) | Evolución demográfica de Peñaflor (1488 - 1806) | Evolución demográfica de Peñaflor (1488 - 1806) | Evolución demográfica de Peñaflor (1488 - 1806) | Evolución demográfica de Peñaflor (1488 - 1806) | Evolución demográfica de Peñaflor (1488 - 1806) | Evolución demográfica de Peñaflor (1488 - 1806) | Evolución demográfica de Peñaflor (1488 - 1806) | Evolución demográfica de Peñaflor (1488 - 1806) | Evolución demográfica de Peñaflor (1488 - 1806) | Evolución demográfica de Peñaflor (1488 - 1806) |
| ----------------------------------------------- | ----------------------------------------------- | ----------------------------------------------- | ----------------------------------------------- | ----------------------------------------------- | ----------------------------------------------- | ----------------------------------------------- | ----------------------------------------------- | ----------------------------------------------- | ----------------------------------------------- | ----------------------------------------------- |
| Año                                             | 1488                                            | 1495                                            | 1609                                            | 1646                                            | 1713                                            | 1717                                            | 1722                                            | 1787                                            | 1797                                            | 1806                                            |
| Población                                       | 43 Fuegos                                       | 52 Fuegos                                       | 52 Fuegos                                       | 36 Fuegos                                       | 34 Fuegos                                       | 23 Vecinos                                      | 23 Vecinos                                      | 23 Vecinos                                      | 78 Vecinos                                      | 87 Vecinos 413 Almas                            |

| Evolución demográfica de Peñaflor (1857 - 2019) | Evolución demográfica de Peñaflor (1857 - 2019) | Evolución demográfica de Peñaflor (1857 - 2019) | Evolución demográfica de Peñaflor (1857 - 2019) | Evolución demográfica de Peñaflor (1857 - 2019) | Evolución demográfica de Peñaflor (1857 - 2019) | Evolución demográfica de Peñaflor (1857 - 2019) | Evolución demográfica de Peñaflor (1857 - 2019) | Evolución demográfica de Peñaflor (1857 - 2019) | Evolución demográfica de Peñaflor (1857 - 2019) | Evolución demográfica de Peñaflor (1857 - 2019) | Evolución demográfica de Peñaflor (1857 - 2019) | Evolución demográfica de Peñaflor (1857 - 2019) | Evolución demográfica de Peñaflor (1857 - 2019) | Evolución demográfica de Peñaflor (1857 - 2019) |
| ----------------------------------------------- | ----------------------------------------------- | ----------------------------------------------- | ----------------------------------------------- | ----------------------------------------------- | ----------------------------------------------- | ----------------------------------------------- | ----------------------------------------------- | ----------------------------------------------- | ----------------------------------------------- | ----------------------------------------------- | ----------------------------------------------- | ----------------------------------------------- | ----------------------------------------------- | ----------------------------------------------- |
| Año                                             | 1857                                            | 1910                                            | 1920                                            | 1930                                            | 1940                                            | 1950                                            | 1960                                            | 1970                                            | 1975                                            | 1980                                            | 1985                                            | 2008                                            | 2015                                            | 2020                                            |
| Habitantes                                      | 971                                             | 1093                                            | 1118                                            | 1052                                            | 1045                                            | 1298                                            | 1206                                            | 1175                                            | 983                                             | 960                                             | 933                                             | 1061                                            | 1421                                            | 1247                                            |

## Arquitectura

### Edificios de Interés Histórico Artístico
El núcleo antiguo de Peñaflor, delimitado como Conjunto Urbano de Interés, tiene prácticamente forma rectangular, ordenándose sus casi diez manzanas de trazado bastante regular, en torno a las calles de la Cruz, Enmedio, San Cosme y San Damián, las Cruces y el Paso, cuyo parcelario muestra su origen antiguo en la mayoría de los casos. Peñaflor cuenta con varios edificios protegidos por el P.G.O.U.Z. (Plan General de Ordenación Urbana de Zaragoza) de manera individual en el Catálogo de Edificios de Interés Histórico Artístico.
- C/ de las Cruces n.º 45. Interés Arquitectónico B.
- C/ de las Cruces n.º 47. Interés Arquitectónico B.
- C/ de la Cruz n.º 4. Interés Arquitectónico B.
- C/ de la Cruz n.º 6. Interés Arquitectónico B.
- C/ de la Cruz n.º 8. Interés Arquitectónico B.
- C/ del Paso n.º 67. Interés Arquitectónico B.
- Plza/ del Rosario, n.º 49. Iglesia de Ntra. Sra. del Coro de los Ángeles. Interés Monumental. B.I.C.

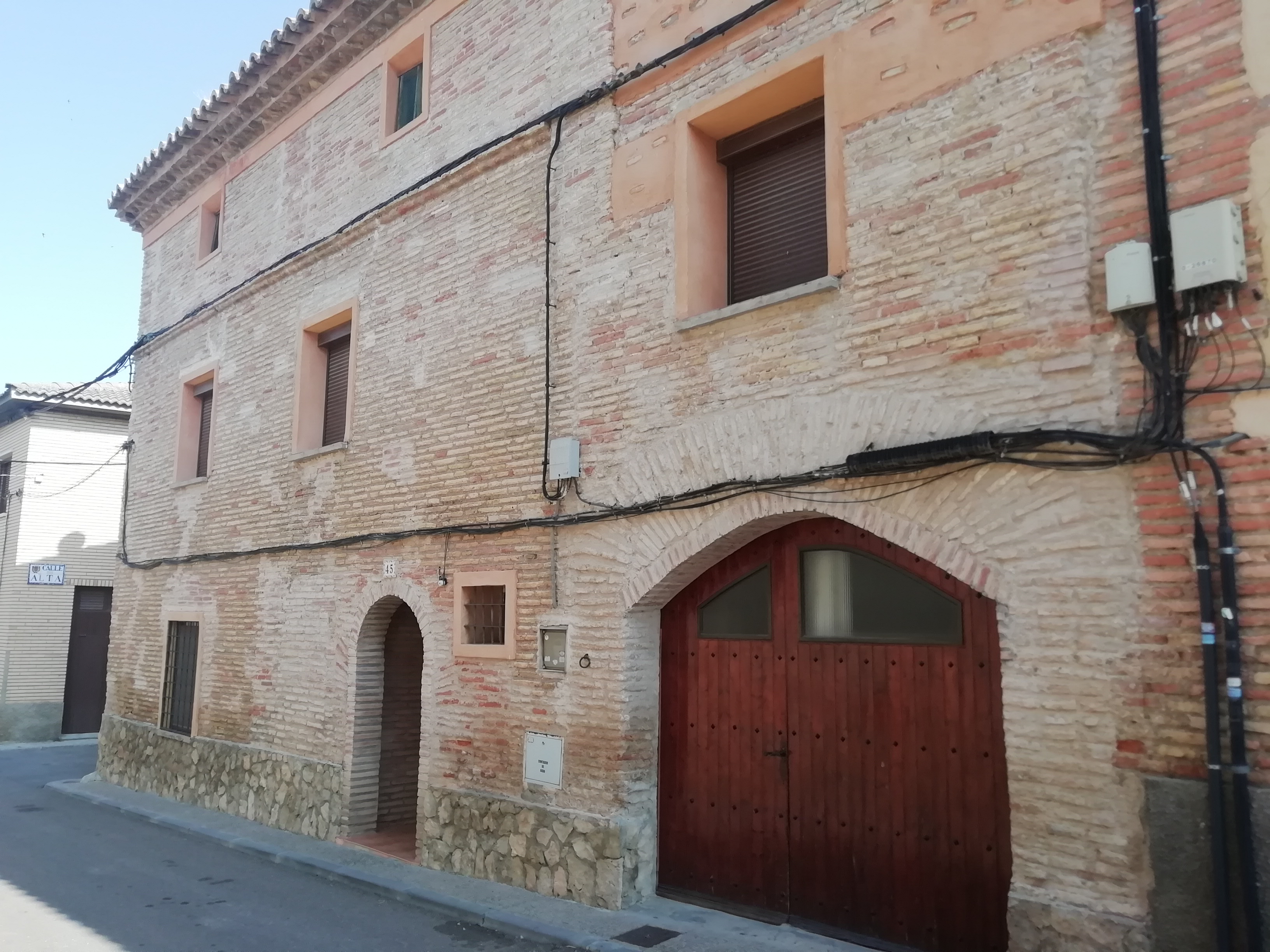
Calle de las Cruces nº45.
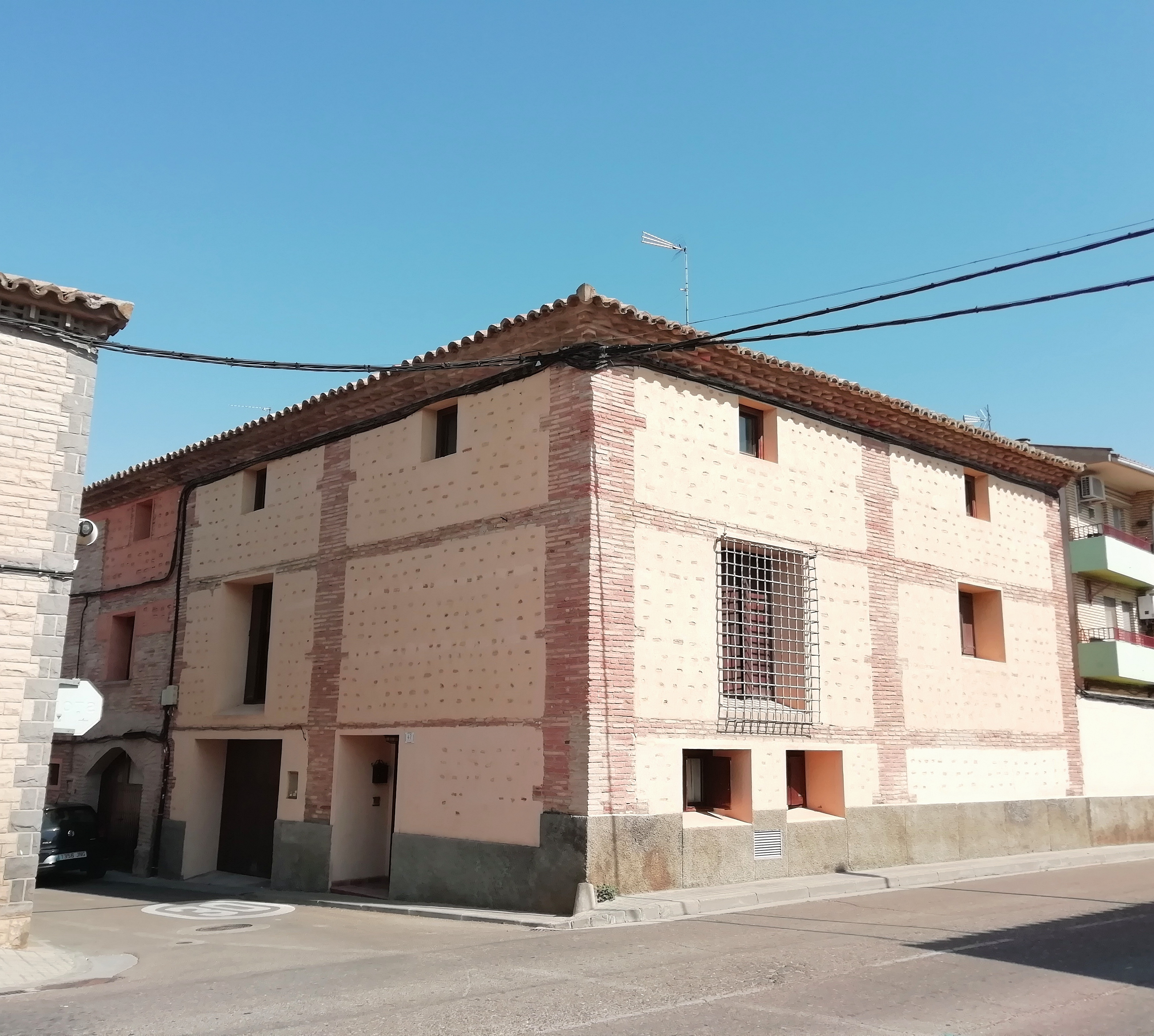
Calle de las Cruces nº 47.
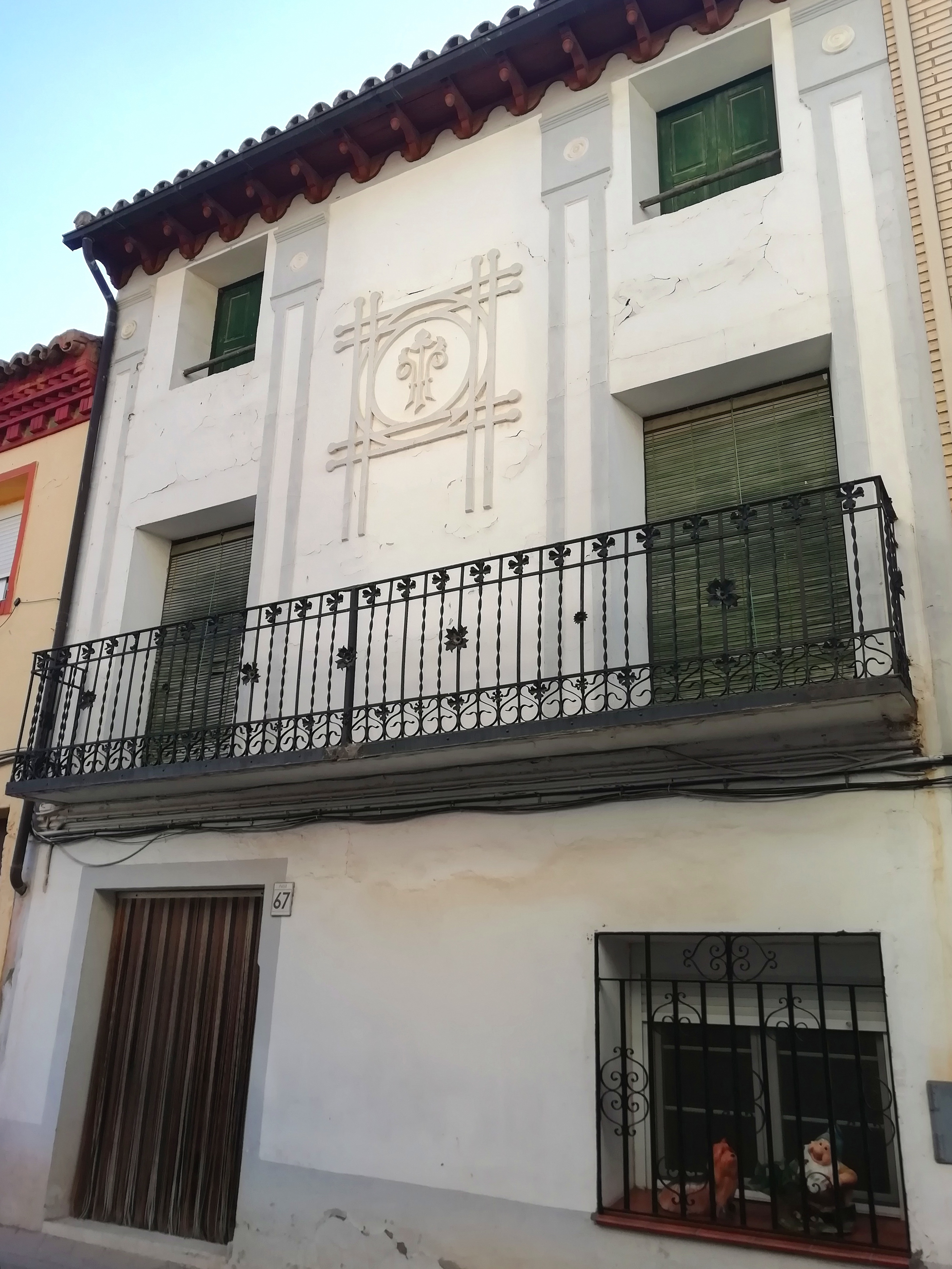
Calle del Paso nº 67.

### Iglesia de Nuestra Señora del Coro de los Ángeles
La iglesia de Peñaflor es una construcción en ladrillo de estilo mudéjar que data del siglo XVI.  No obstante, tanto la iglesia como la torre fueron construidas en varias etapas, estimando su parte más antigua en el siglo XIV y perteneciendo su parte más moderna al siglo XX. 
El templo consta de una sola nave con ábside, oculto en el exterior, poligonal de cinco lados y cuatro tramos cubiertos con bóveda de crucería sencilla.
La fachada es de estilo neomudéjar en tres calles, con puerta de arco apuntado y sobre ella vano en arco túmido y rematado todo ello en un característico frontón escalonado. Dicha fachada fue construida como proyecto del arquitecto municipal de Zaragoza a raíz de la destrucción de la anterior el 14 de octubre de 1908 por la avenida de los barrancos de la parte alta. Fue inaugurada en 1910 por Juan Soldevila y Romero.
Está consagrada a Nuestra Señora del Coro de los Ángeles de la que se conserva en su altar mayor una talla gótica de madera policromada.

La torre mudéjar esta en el lado del Evangelio y es de planta cuadrada y hueca, dividiéndose en cuatro cuerpos.  La torre es del siglo XVI y para acceder a ella hay que hacerlo desde una puerta elevada que da al segundo cuerpo, encima de una capilla.  Esta capilla esta dentro del primer cuerpo, lo que podría estimar una construcción anterior al siglo XVI, además, la capilla contiene una bóveda por aproximación de hileras de ladrillos.  En la parte más alta de la torre se encuentra el campanario.

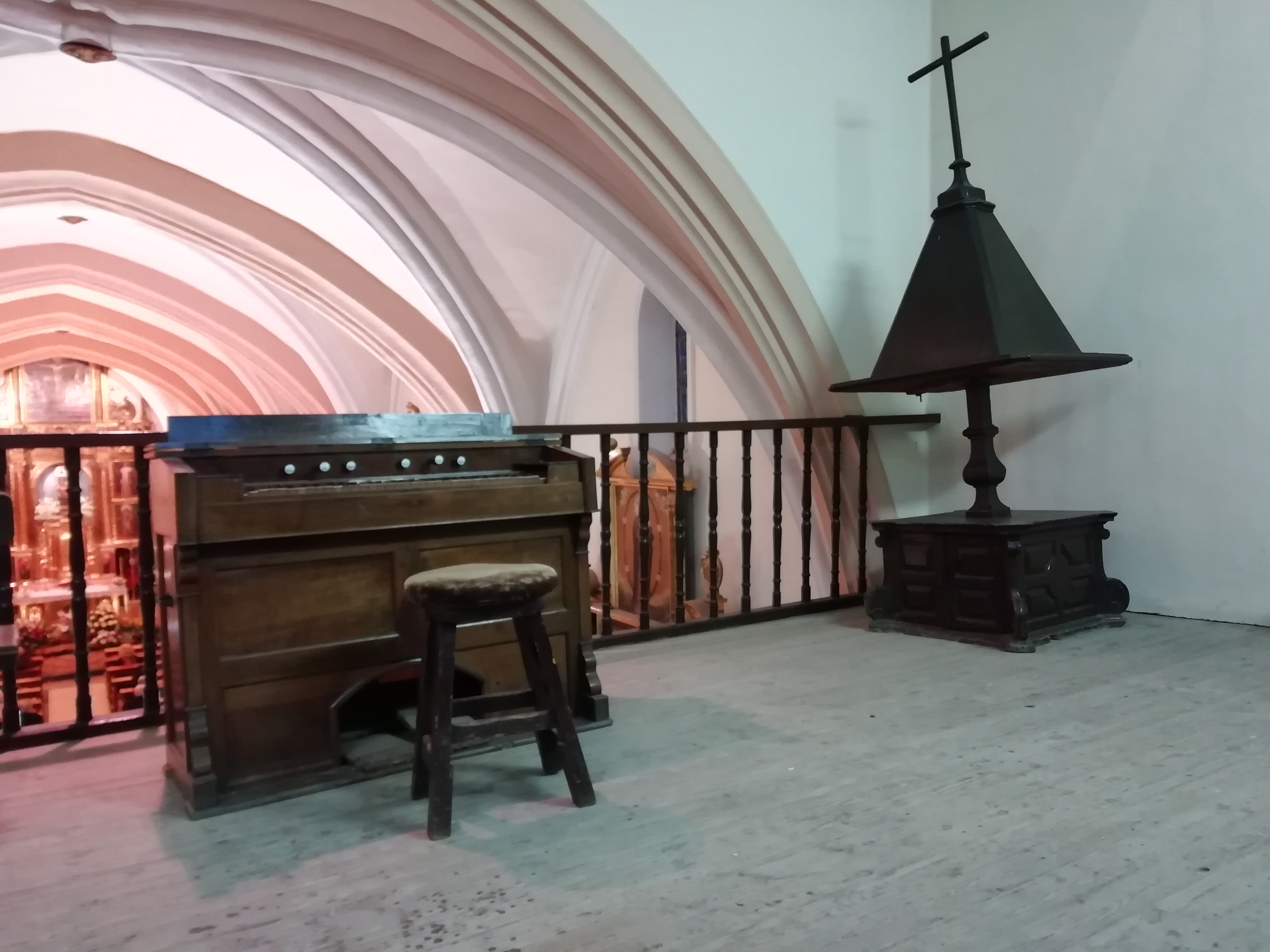
Coro alto en el que hay un harmonium y un facistol.
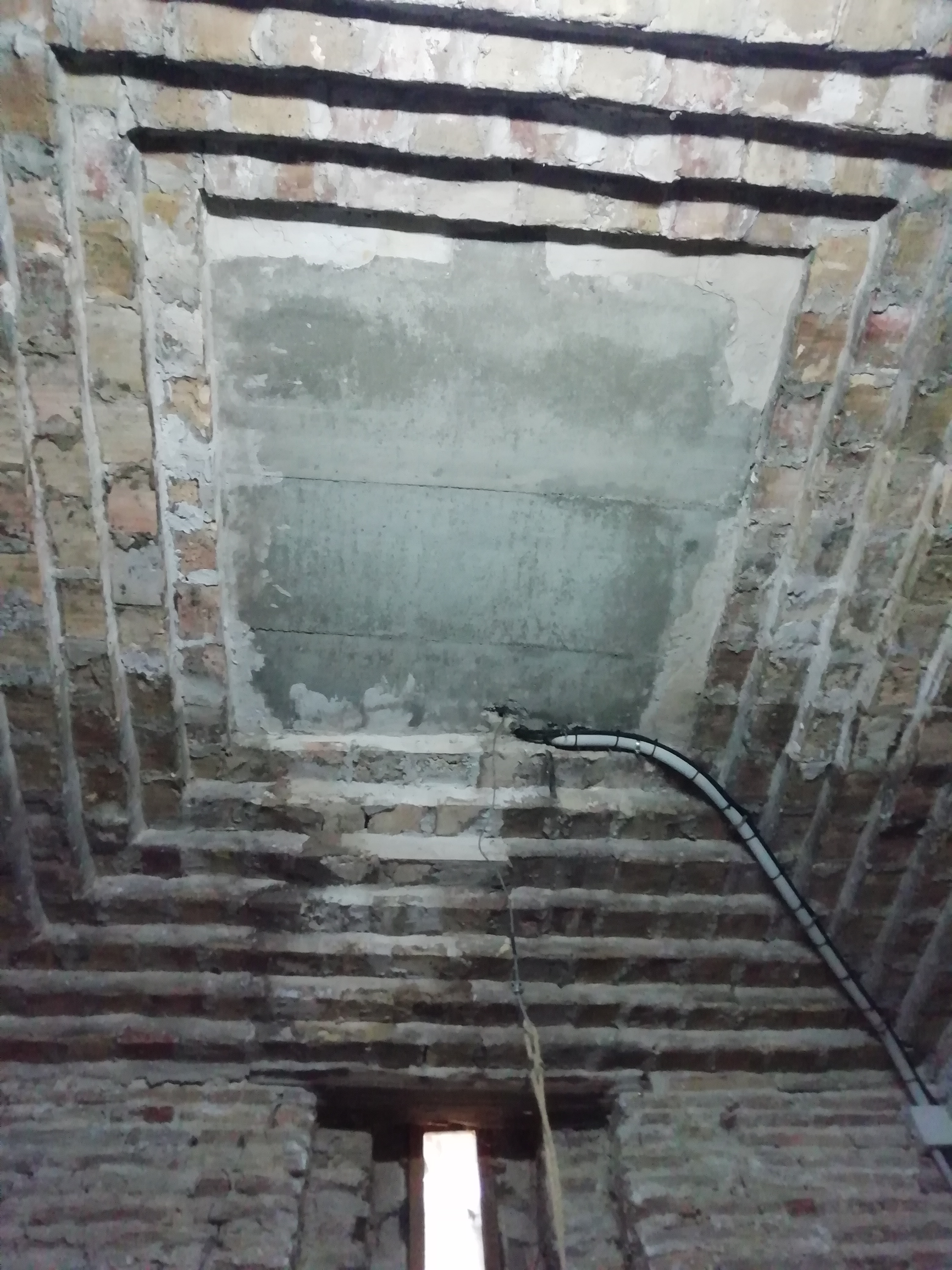
Bóveda por aproximación de hileras de la capilla interior de la torre.
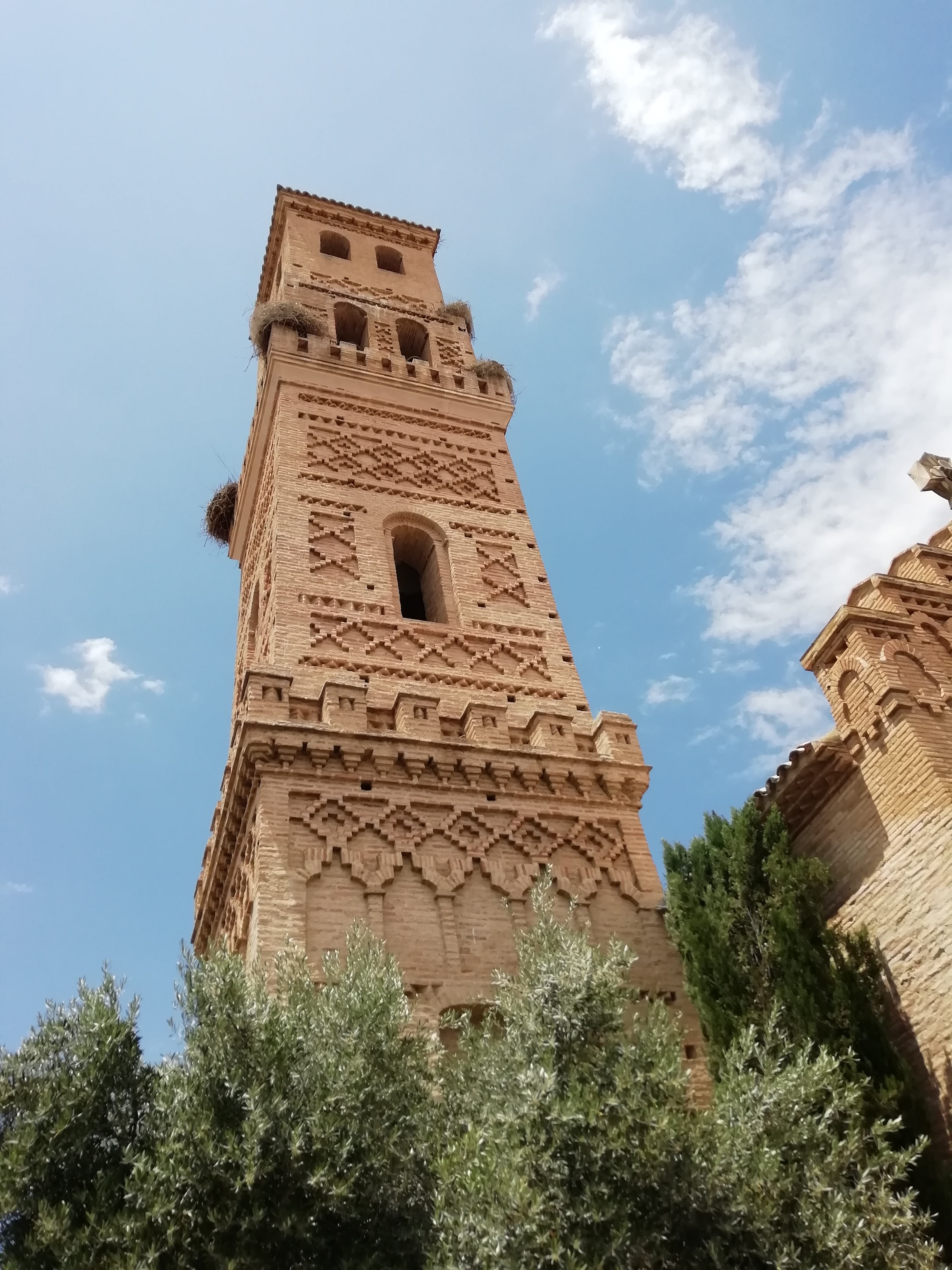
Torre mudéjar.

### Cartuja de Aula Dei
Fue fundada en el año 1563 por Don Hernando de Aragón, Arzobispo de Zaragoza y nieto del Rey Católico.
Tiene una especial relevancia tanto por el enorme interés de su arquitectura como por el gran valor de las obras de arte que encierran sus muros.
Destaca la iglesia como magnífico ejemplo de la arquitectura de tradición gótica del siglo XVI. Su retablo mayor, barroco del siglo XVIII, atribuido a Manuel Ramírez de Arellano. Tiene pinturas murales al óleo de Francisco de Goya. Pintó un total de once obras de las cuales se han conservado siete: San Joaquín y Santa Ana, el Nacimiento de la Virgen, los Desposorios, la Visitación, la Circuncisión, la Epifanía y la Presentación en el Templo.
Está catalogada como Bien de Interés Cultural (BIC).
|                  |
| Cartuja Aula Dei |

|                     |
| Cartuja de Aula Dei |

|                     |
| Cartuja de Aula Dei |

|                     |
| Cartuja de Aula Dei |

|                  |
| Cartuja Aula Dei |

|                     |
| Cartuja de Aula Dei |

|                     |
| Cartuja de Aula Dei |

|                     |
| Cartuja de Aula Dei |

## Entorno natural y lugares de interés

### Ermita de San Cristóbal
Un lugar popular de Peñaflor es la ermita de San Cristóbal y el pinar que la rodea. Está a 301 m s. n. m. y dista 2 km de Peñaflor. La actual ermita fue construida en el siglo XX en sustitución de la antigua ermita debido al mal estado de conservación. Este lugar sirve como punto de conexión con el Vedado de Peñaflor. Por eso, a este lugar suelen acudir personas en busca de la frescura que proporciona el microclima creado por el pinar, en el que abunda el pino carrasco, característico del bosque mediterráneo y del Valle del Ebro. Siendo también un lugar idóneo para iniciar rutas y actividades relacionadas con el medio y el espacio natural.

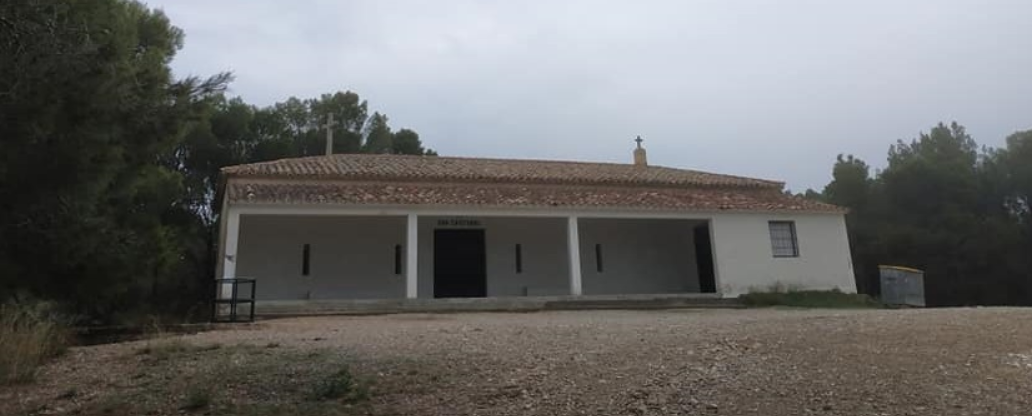
Ermita de San Cristóbal.
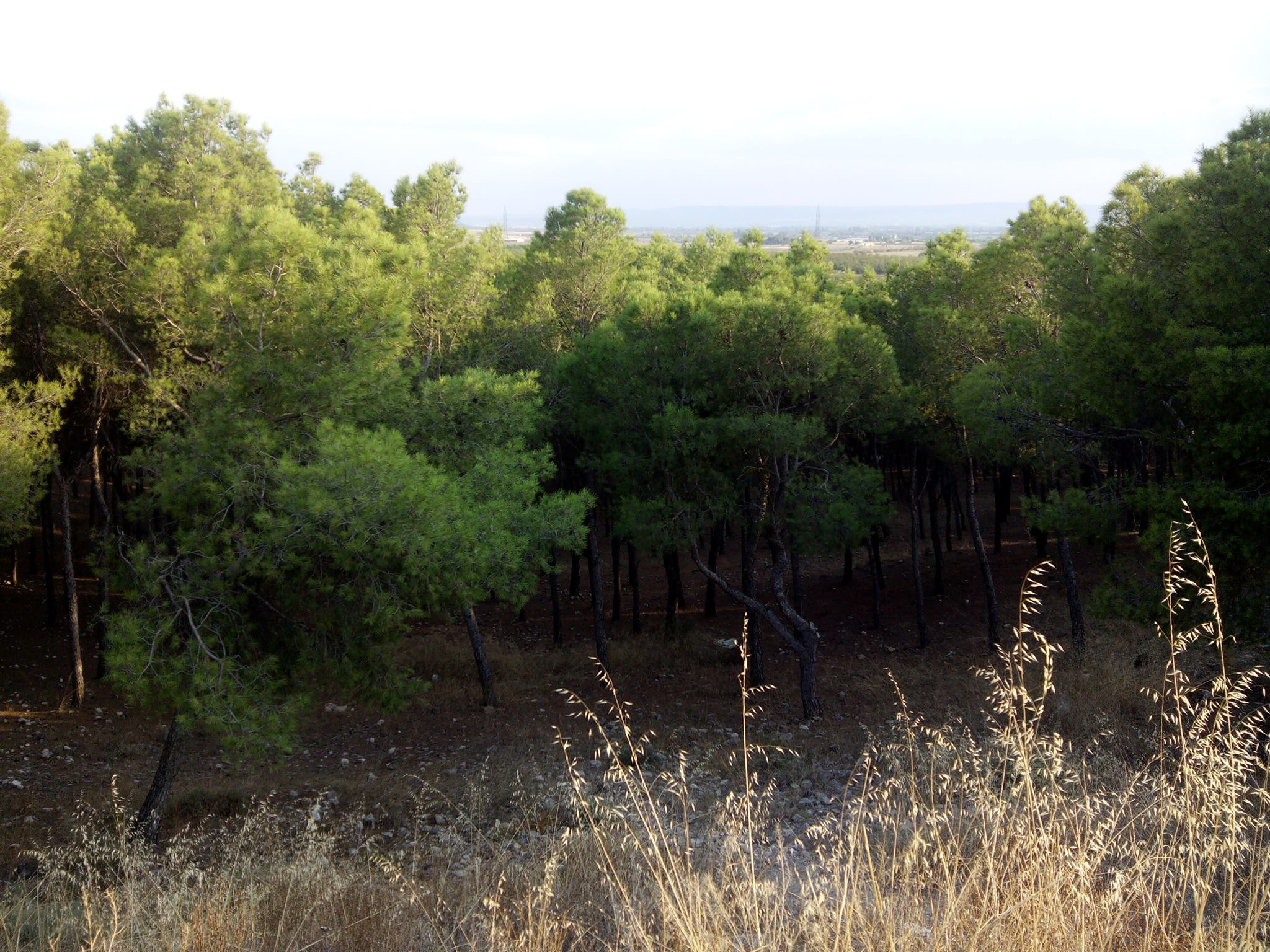
Vista desde la ermita de San Cristóbal.
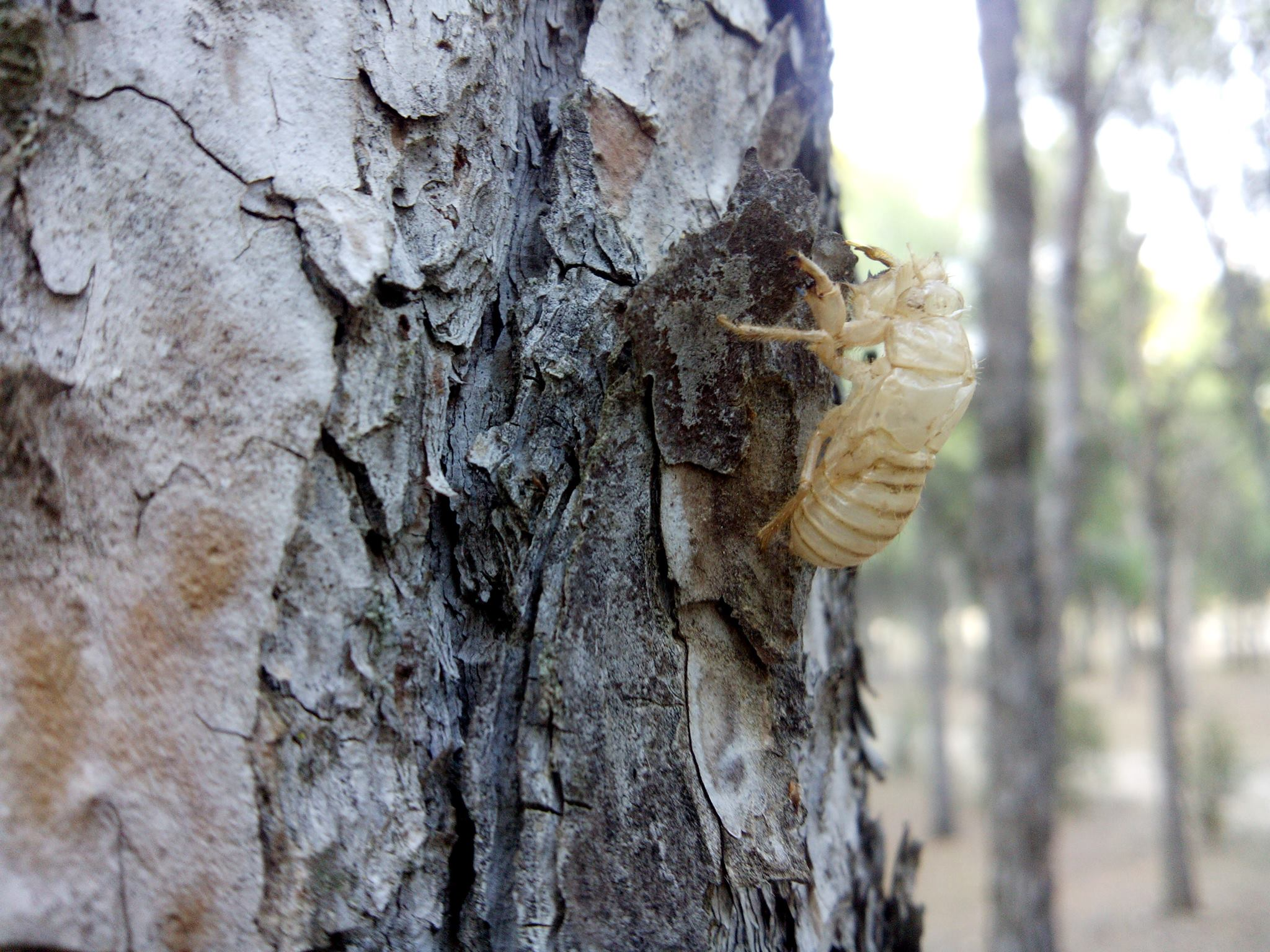
Muda de una cigarra en el pinar de la ermita de San Cristóbal.

### Vedado de Peñaflor

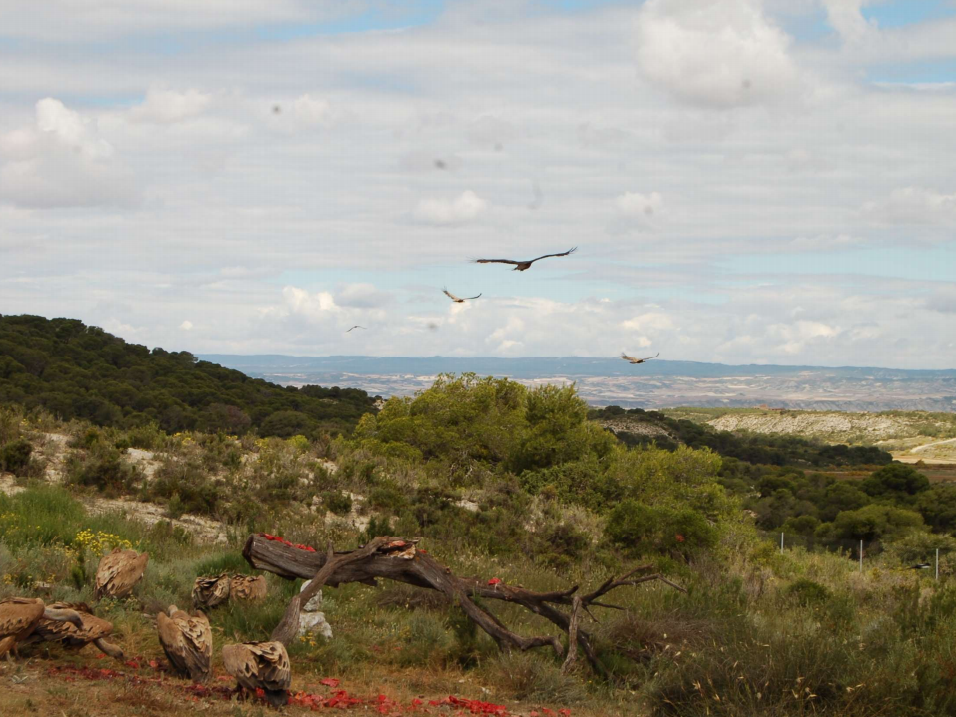
Buitres alimentándose en el Vedado de Pelaflor.

El Vedado de Peñaflor, cuyos montes son propiedad del Ayuntamiento de Zaragoza, es uno de los escasos y mejor conservados bosques naturales existentes en el municipio que, junto al pinar de la ermita de San Cristóbal, forma un conjunto verde que contrasta con el entorno semiárido de los monegros, rodeado de estepas cerealistas, carrizales salinos y monterizas cubiertas por matorral de baja talla. Los montes del Vedado alcanza unos 400 m s. n. m. y cubren unas 600 hectáreas en las que se alternan espacios forestales y agrícolas generando una variabilidad de hábitats que se constituyen en excelentes refugios para la fauna y que alberga, asimismo, una especial singularidad y riqueza florística.
Uno de los grandes atractivos que posee el Vedado de Peñaflor es la gran variedad de aves que anidan y viven en él, como el cernícalo primilla. El equilibrio entre la zona de bosque, la zona de matorral y la zona agraria le dan a todo el conjunto las características de una dehesa de bosque mixto mediterráneo con más 250 especies diferentes. Destaca el Pino Guitón, una especie de pinus halepensis con gran porte y de notable antigüedad.
En el entorno de este bosque natural, el Ayuntamiento de Zaragoza viene realizando repoblaciones forestales desde principios del siglo XX con pino carrasco, coscoja, lentisco, sabina y otras especies vegetales que acompañan. A estas repoblaciones se suman centros educativos para concienciar desde la infancia de la importancia de los bosques para nuestra calidad de vida y de la enorme biodiversidad que albergan.
En la parte alta del Vedado se encuentra una torre de vigilancia para prevenir incendios y la casa de los guardas forestales.

### Peña del Cuervo
La Peña del Cuervo es un paraje natural formado por el río Gállego cerca de Peñaflor.  Es una zona catalogada como LIC (Lugar de Interés Comunitario) con abundante fauna y flora, estando alguna de sus especies amenazadas.  Parte de la amenaza que sufren las diversas especies que habitan el lugar es debido a la afluencia de bañistas que degradan el lugar durante los meses de verano en busca del alivio que producen los sotos ribereños.
Dentro de la flora que presenta el paraje se pueden encontrar el sauce, abundantes chopos, el fresno, álamo blanco, el tamariz, zarzamoras y carrizales.
Referente a la fauna que frecuenta la Peña del Cuervo, el cuervo no es el ave que más abunda, a pesar de que le da nombre a la zona. Dentro de las aves, se pueden observar el torcecuello, el pito ibérico, los ruiseñores común y bastardo, el zarcero común, la oropéndola, la picaraza y la corneja negra. También se pueden observar la codorniz, la cogujada común, el buitrón, el triguero, la gallineta, garzas, garcetas, cigüeñas, chorlitejos, martines pescadores y lavanderas.  Dentro de los anfibios abundan el sapo y la rana.  Respecto a los reptiles, suelen recorrer el paraje las lagartijas ibérica y colilarga, el galápago, el lagarto ocelado y las culebras lisa, de agua, bastarda y de escalera.  Dentro del agua que mana del río Gállego se pueden observar el barbo, el gobio, la lamprehuela y la madrilla, también se pueden encontrar cangrejos de río, siendo estos más escasos.

El entorno de la Peña del Cuervo consta de zonas de ocio, zona infantil, zona de aparcamiento, bancos, merenderos, papeleras y contenedores.  Todo esto con la idea de que sea un lugar de disfrute y esparcimiento con el fin de disfrutar de la naturaleza de una manera respetuosa.  Este lugar también es una zona habitual entre caminantes, por eso consta de pequeñas rutas y carteles informativos para conocer mejor las características del entorno.

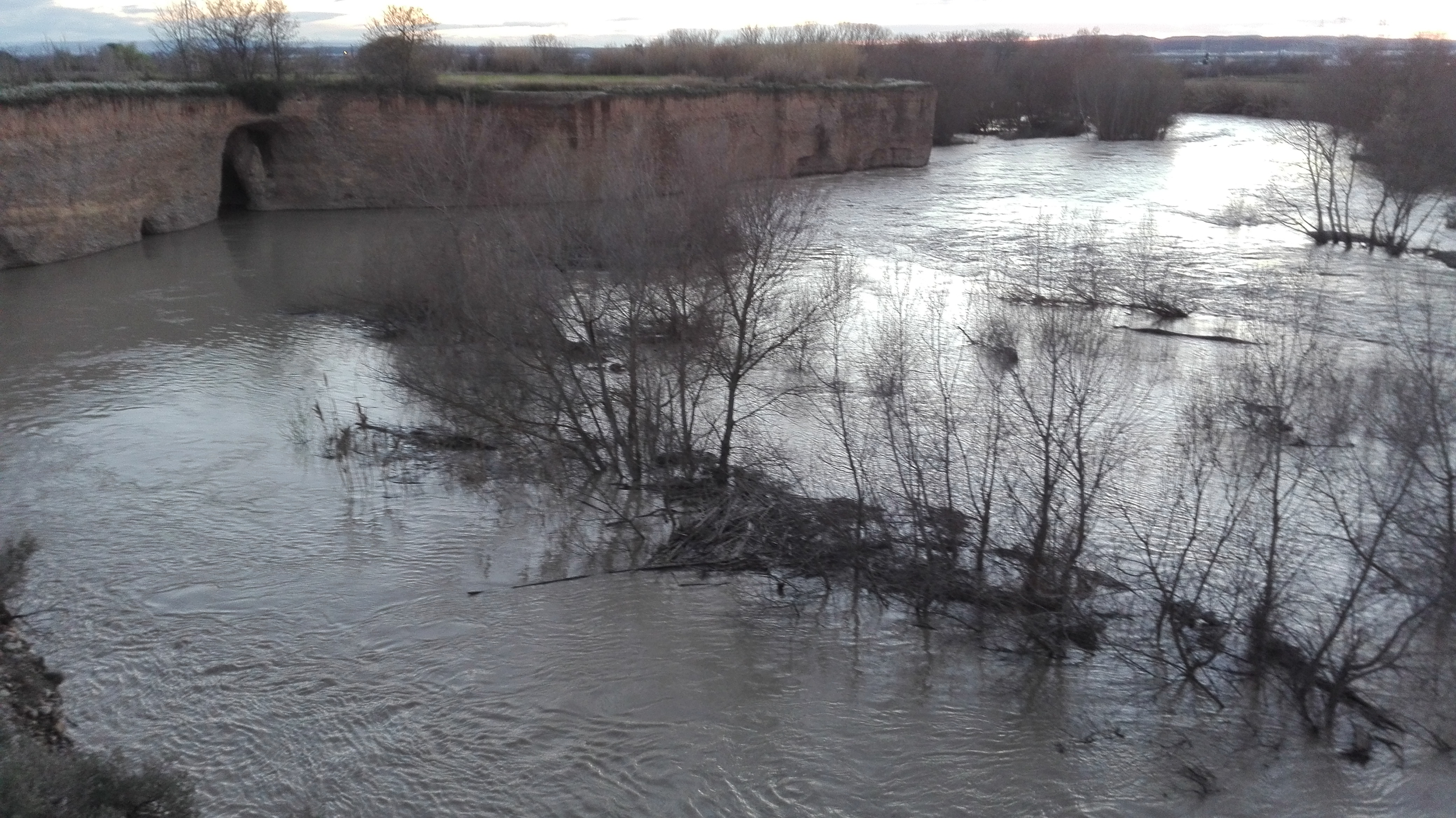
Peña del Cuervo durante un crecida del río Gállego.
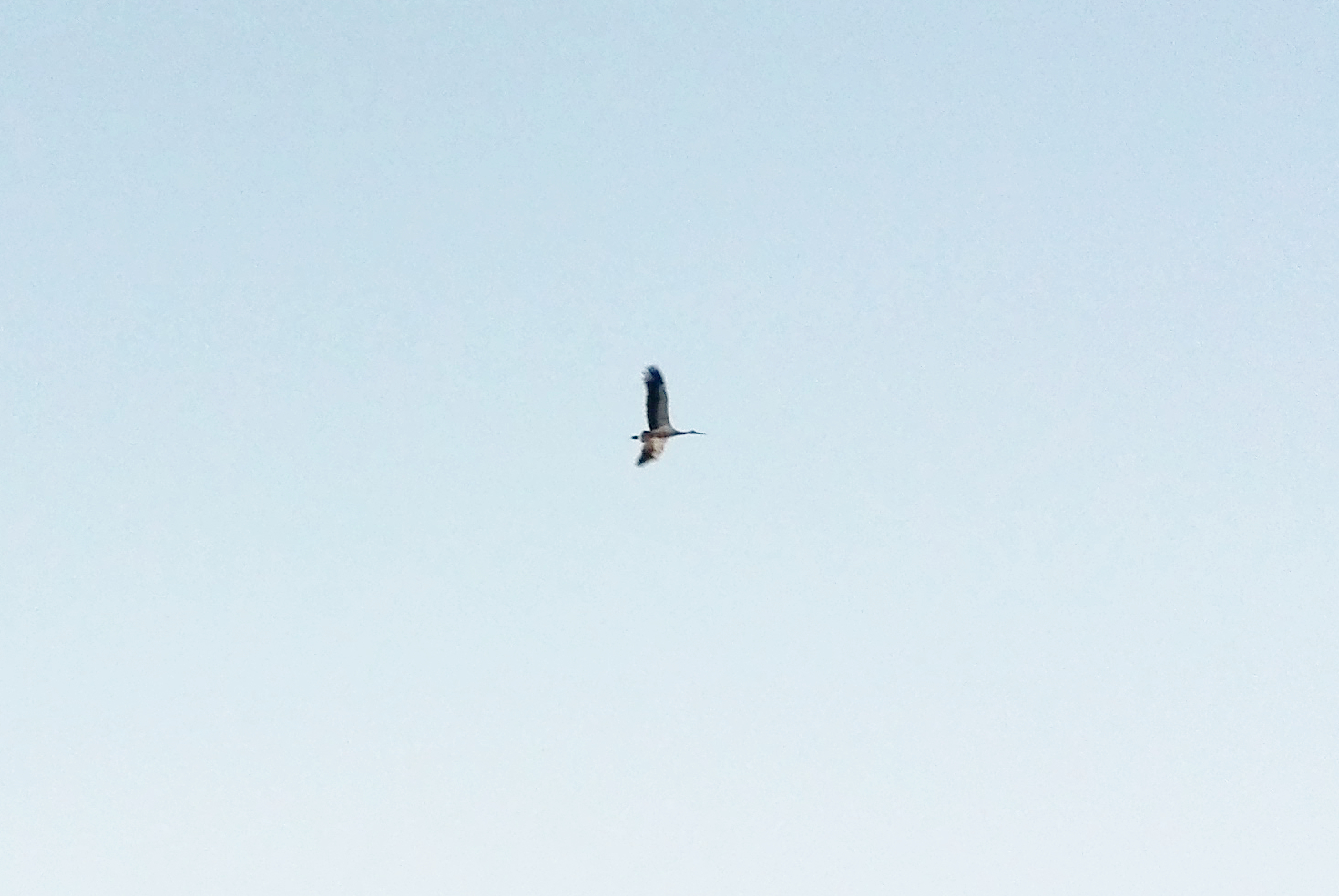
Cigüeña volando a su paso por la Peña del Cuervo.
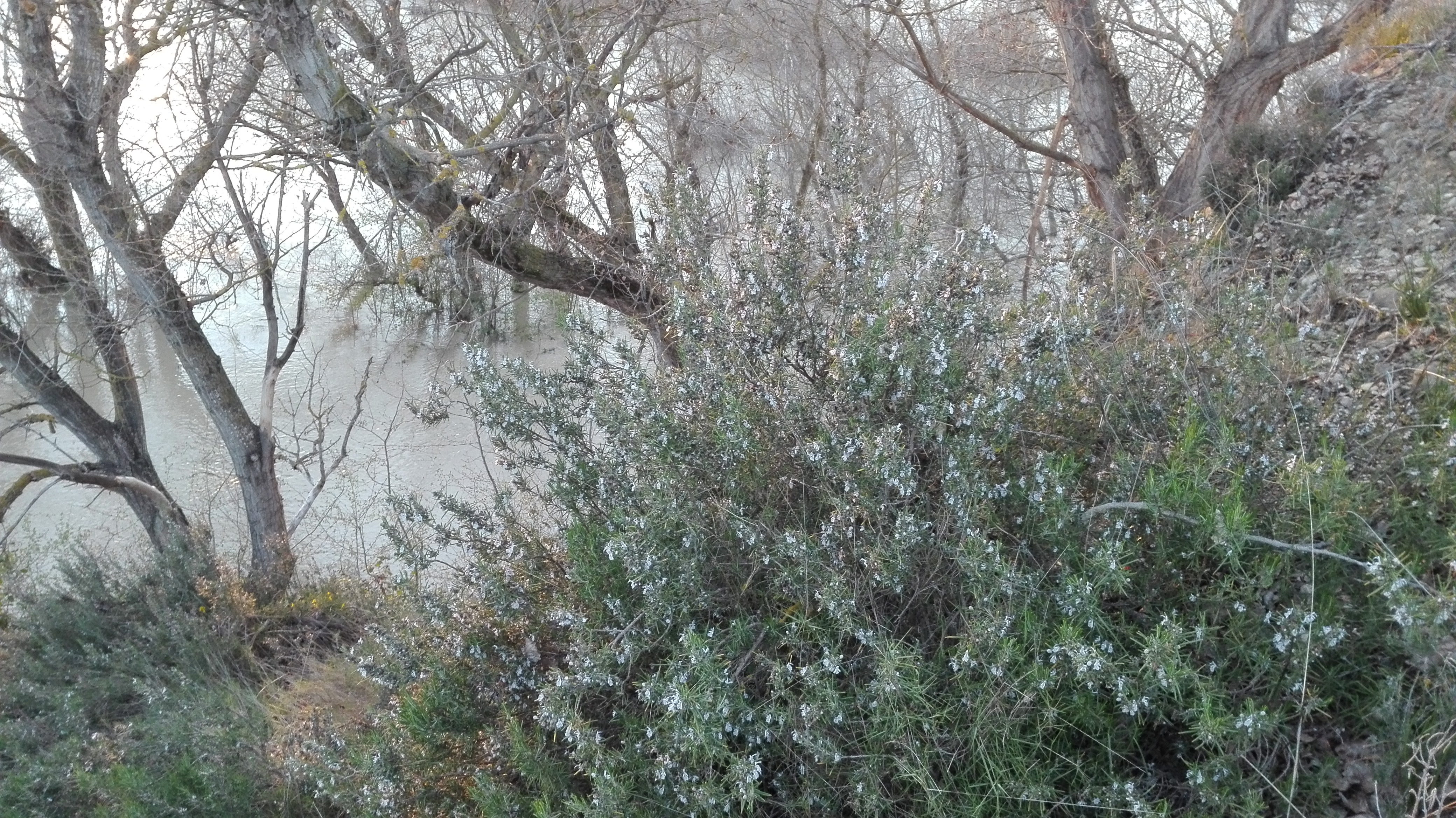
Arbusto de romero en la Peña del Cuervo.
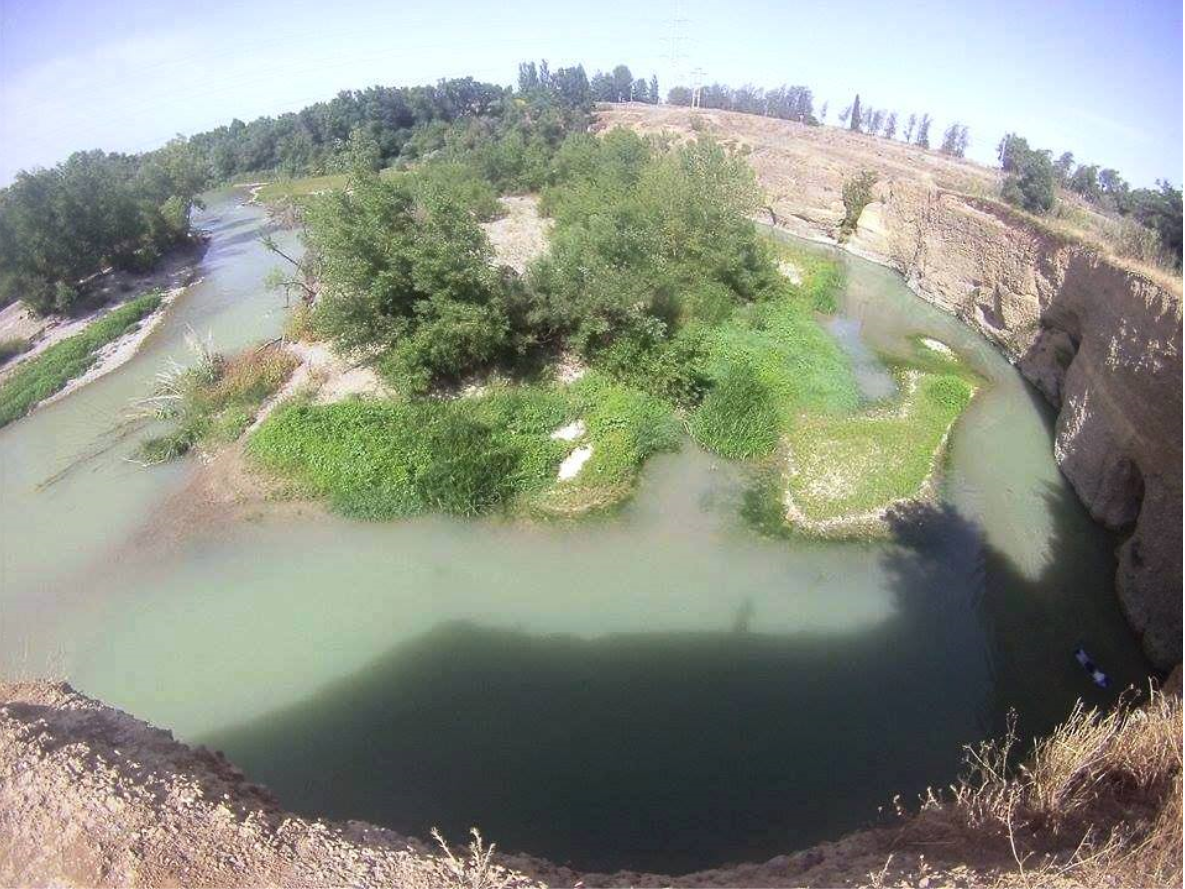
Vista general de la Peña del Cuervo.
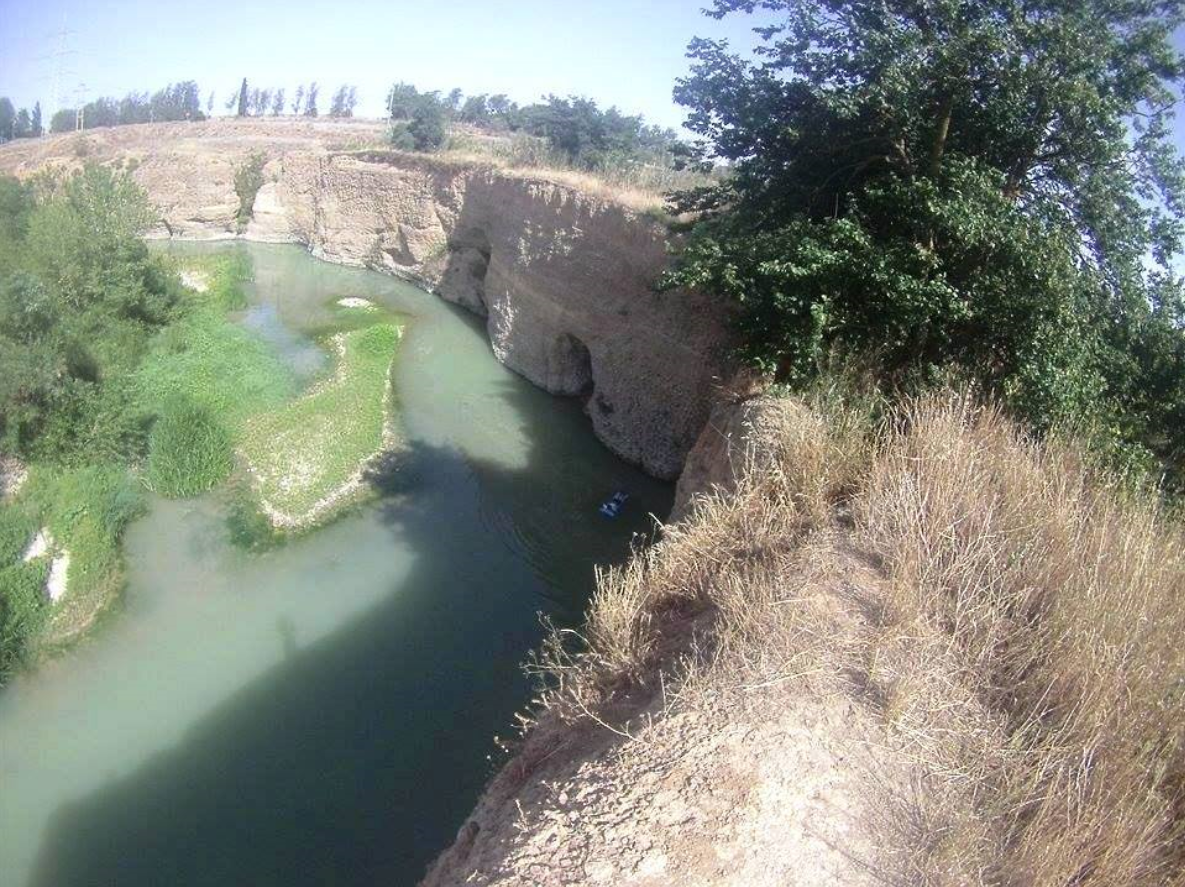
Peña del Cuervo

### Azud de Urdán
El azud de Urdán, y la acequia que de él nace, tienen probablemente un origen árabe, puesto que las primeras referencias a estas estructuras aparecen ya en escritos del siglo XII. Junto a la lámina de agua que mantiene el azud se extiende un soto bien conservado, que convierte a este punto en un lugar ideal para descansar y disfrutar de un momento agradable.
Es el último azud que puede encontrarse en el cauce del río Gállego, antes de desembocar en el Ebro y está situado junto a la Cartuja de Aula Dei. Desde este punto la acequia de Urdán o Urdana riega, a lo largo de sus 30 kilómetros, buena parte de la zona enmarcada por las márgenes izquierdas del Ebro y el Gállego.

## Campus de Aula Dei
Junto a la Cartuja se encuentra el parque científico tecnológico Campus de Aula Dei.
El Campus de Aula Dei pertenece al Instituto Agronómico Mediterráneo de Zaragoza (IAMZ), uno de los complejos científicos agrarios de mayor capacidad y prestigio de España. El Campus de Aula Dei cuenta con más de 250 investigadores, científicos y especialistas agrarios repartidos entre las diferentes instituciones que forman el Campus.

### CITA
El Centro de Investigación y Tecnología Agroalimentaria de Aragón (CITA) es un organismo público de investigación perteneciente al Departamento de Industria e Innovación, del Gobierno de Aragón cuya misión es conseguir beneficios para la sociedad para la cual trabaja, mediante la investigación, el desarrollo tecnológico, la formación y la transferencia. Estas mejoras se centran, en mejorar la rentabilidad económica de las empresas agroalimentarias y en incrementar la calidad de vida de toda la población, desde las personas que producen las materias primas hasta los consumidores.
Tiene las secciones:
- Área de Laboratorios de Análisis y Asistencia Tecnológica (AL)
- Economía Agroalimentaria y de los Recursos Naturales
- Hortofruticultura
- Recursos Forestales
- Sanidad Animal
- Sanidad Vegetal
- Suelos y Riegos
- Tecnología en Producción y Sanidad Animal
- Tecnología en Producción Vegetal (Hortofruticultura)[15]

### Centro de Semillas y Plantas de Vivero
Centro de Semillas y Plantas de Vivero. Depende del Gobierno de Aragón.
Está situado en la avenida Montañana, 1005 (Campus Aula Dei).

## Gastronomía

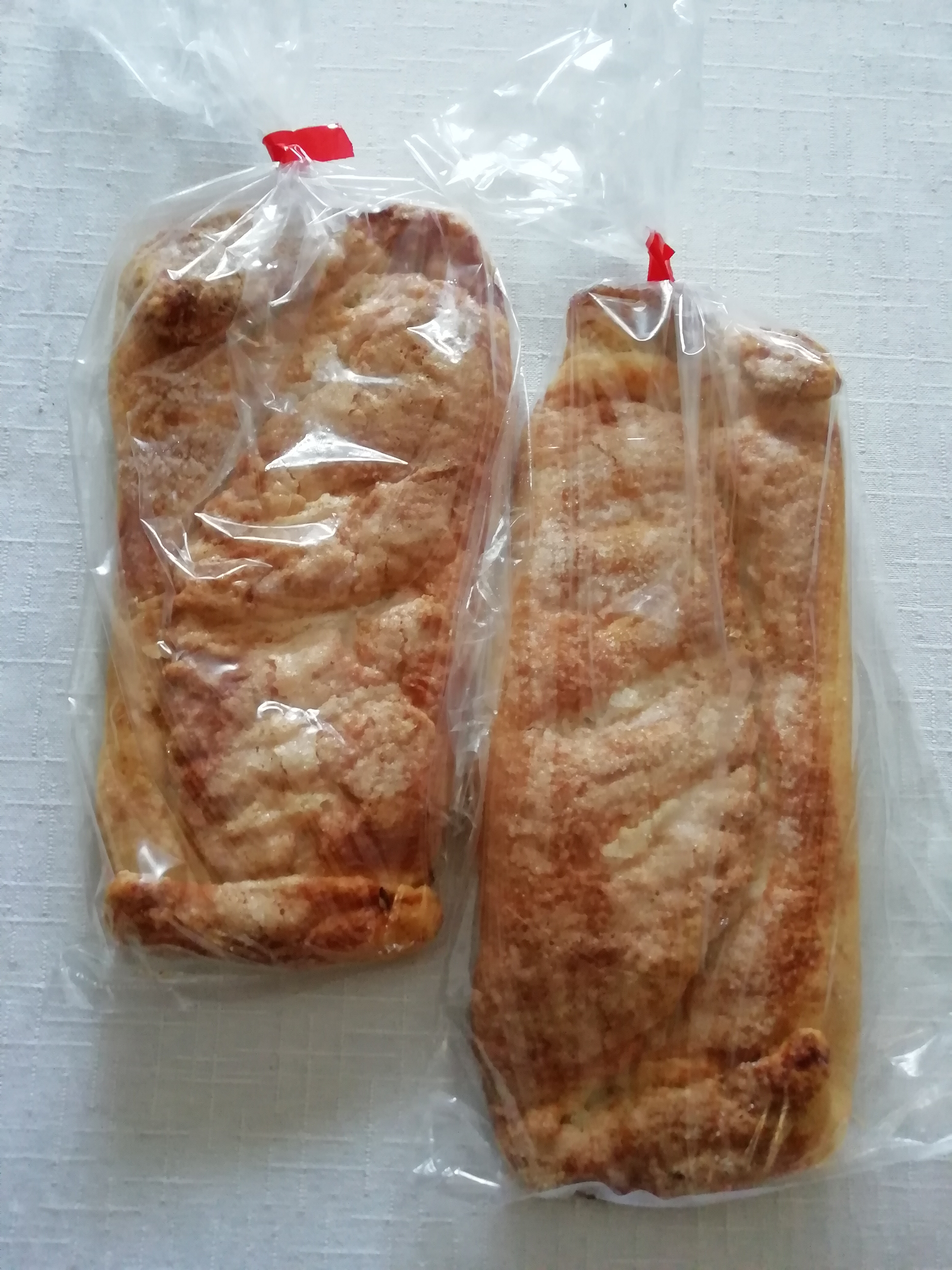
Tortos de Peñaflor.

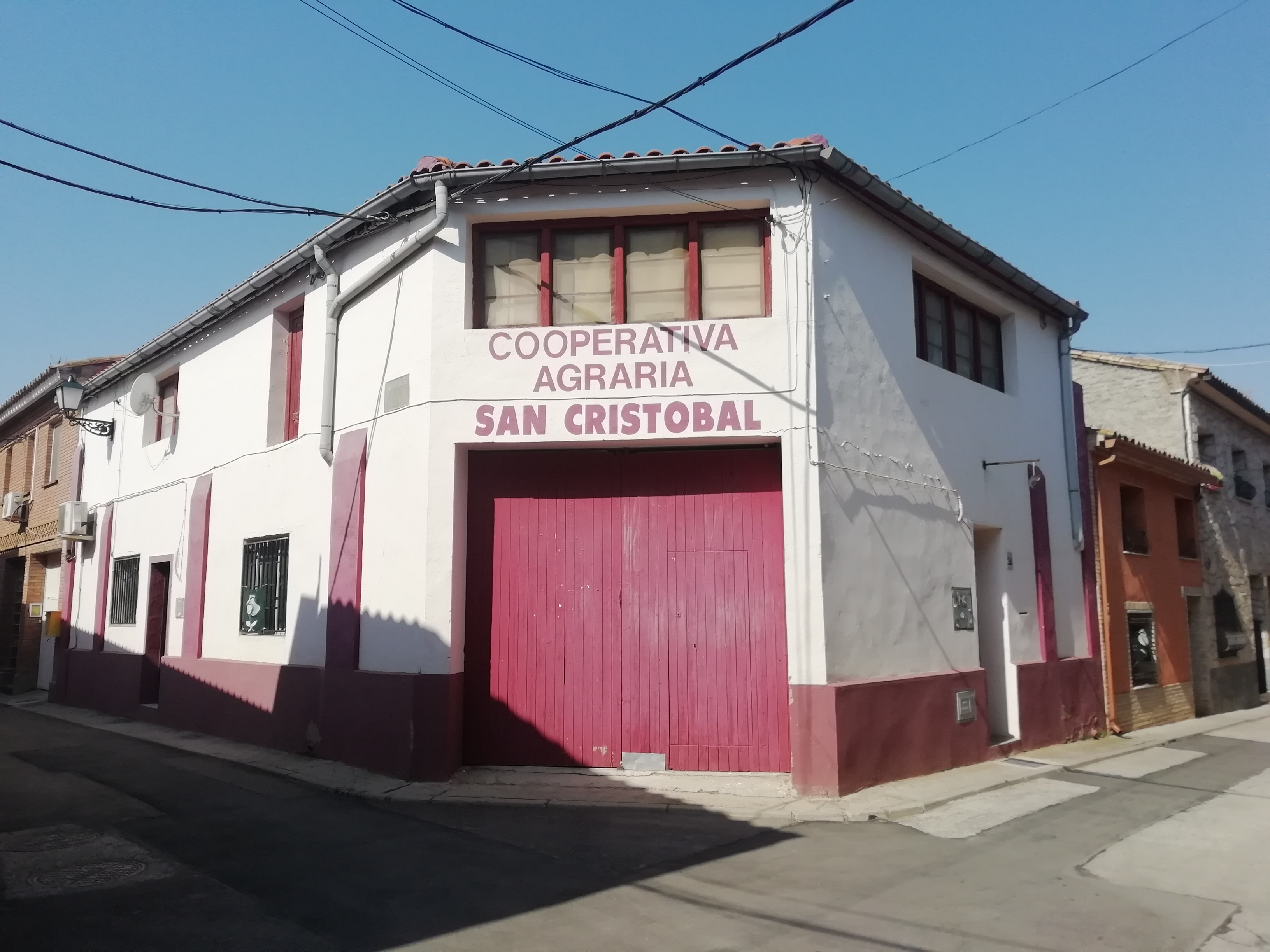
Cooperativa agraria San Cristóbal.

Peñaflor, como localidad aragonesa, reúne todos los elementos característico de la cocina aragonesa y al igual que en otros lugares de Aragón, la cocina tradicional de Peñaflor ha recibido influencias de varias culturas a lo largo de la historia, como puede ser la cultura árabe en referencia a la repostería. Como cualquier sitio, el entorno es crucial para una buena cocina. Peñaflor está en la zona del Bajo Gállego, río que baña sus huertas y campos y que permite crecer verduras como la borraja o el cardo (cardo con almendras). El río Gállego desemboca en el Ebro, lo que conecta a Peñaflor con toda la huerta del Valle del Ebro. También tiene montes cercanos como el Vedado de Peñaflor y más allá, la sierra de Alcubierre, donde se puede recolectar hierbas como el romero y el tomillo, montes donde habitan animales como el jabalí o la liebre. Además, debido al pastoreo, Peñaflor ha recibido influencias del Pirineo y el Prepirineo.  El pastoreo ha sido un oficio muy extendido en Aragón, prueba de ello es el famoso ternasco de Aragón o las migas de pastor. Por otro lado, a todo esto hay que sumarle la tradición oral y el boca a boca como herramientas fundamentales para la elaboración de cualquier receta en una cocina particular, en un bar local, o en un horno panadero.

### Tortos de Peñaflor
Los tortos son el dulce representativo de Peñaflor. Tienen un claro origen agrícola y consisten en una masa de pan rellena de azúcar y aceite de oliva. Son muchas las recetas que existen en torno a este dulce y existen tantas variantes como artesanos panaderos los elaboren. Algunos les añaden frutos secos, otros buscan el punto de cocción, otros experimentan con la masa, etc. En definitiva, el resultado depende de los ingredientes y el horno que lo haga.

## Habla local
Existen opiniones populares que mantienen que, remotamente, en Peñaflor se hablaba francés, occitano y otros idiomas o dialectos de las lindes del reino, tal como las distintas lenguas aragonesas de los valles pirenaicos. Aunque no hay constancia escrita de ello, si hay constancia escrita de que en el siglo XVII, el obispo hizo una visita pastoral y que no podía comunicarse correctamente con los habitantes, diciéndole al párroco que hiciera lo que pudiera a la hora de entenderse con ellos. No obstante, Peñaflor es una zona castellanizada prácticamente desde que la localidad fue conquistada por Alfonso el Batallador. 
Según un estudio del profesor Manuel Gargallo Sanjoaquín, el habla de Peñaflor se integra dentro del área geográfica del Valle Medio del Ebro. Presenta ligeras variantes, sobre todo de tipo fonético y algunos arcaísmos, que lo engloban dentro del español aragonés el cual hunde sus raíces en lo que fuera el primitivo idioma aragonés del Reino de Aragón. El rasgo más característico es el acento, que tiende a convertir las palabras esdrújulas en graves.  Sin embargo, a nivel conversacional o cuando se llama a una persona, se tiende a acentuar la última sílaba. 
En general, el habla de Peñaflor pertenece al habla de la mayor parte de regiones aragonesas y al igual que los dialectos del aragonés, su léxico está en peligro de desaparición. A continuación se presentan algunas palabras que se han conservado en el habla de Peñaflor:
| Aragonés           | Español        |
| ------------------ | -------------- |
| Alcorze / Alcuerze | Atajo          |
| Aldredes           | Adrede         |
| Ansa               | Asa            |
| Cañalejo           | Melón          |
| Charrar            | Hablar         |
| Espinais           | Espinacas      |
| Farinetas          | Sopa de harina |
| Garras             | Piernas        |
| Jada / Ajada       | Azada          |
| Mardano            | Macho ovino    |
| Moquero            | Pañuelo        |
| Orache             | Mal tiempo     |
| Rasmia             | Brío           |
| Rematar            | Acabar         |
| Rodilla            | Bayeta         |
| Rosera             | Rosal          |
| Sumanzio           | Mustio         |
| Tortero            | Cazuela        |
| Zaica              | Acequia        |
| Zarrio             | Trasto         |

## Festividades
- Fiestas de Santa Águeda: El 5 de febrero.

- Fiestas de San Cristóbal: El 10 de julio. (calendario mozárabe)

- Fiestas en honor a San Cosme y San Damián: El 26 de septiembre.